# 성정모
성정모(1957~ )는 브라질의 해방신학자이다. 한국계 브라질인이다. 세계화와 신자유주의에 대한 비판적 성찰을 수행한다. 브라질 최대 빈민촌인 자르징안젤라 지역에서 해방신학을 이끈 2세대 해방신학자이며, 브라질 상파울루 감리교대학교대학원 종교학과 교수이다. 해방신학의 지평을 ‘인간의 욕망 문제’로까지 넓힌 선구적인 2세대 해방신학자로 손꼽힌다.

## 삶
7살 때 이민하는 부모를 따라 브라질에 갔다.
가톨릭 신자인 그는 브라질 최대 빈민촌인 자르징안젤라시의 산마르티네스교회 등에서 해방신학 모임을 이끌었고, 상파울루의 떠오르는 별인 이바브침례교회 키비츠 목사 등 많은 목사들에게 해방신학을 가르쳤다.
프란치스코 교황이 라틴아메리카 주교회의 의장으로서 2007년 브라질 아파레시다에서 남미 주교들과 모여 ‘교회의 가난한 자들에 대한 우선적 선택’을 승인할 때도 옵서버로 초청받아 강연하는 등 교황과 남미 주교들에게 큰 영향을 끼쳤다.